# Placa de Kula

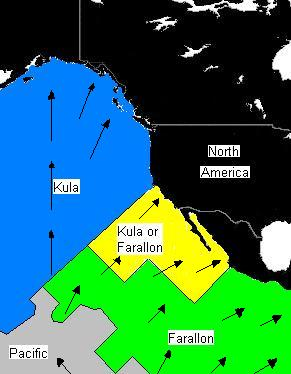
Distribució de la placa de Kula (en blau) entre 64 i 74 milions d'anys enrere.

La Placa de Kula era una placa tectònica que va començar un procés de subducció a mesura que Pangea se separava durant el període Juràssic. Hi havia una zona de conjunció triple entre la Placa de Kula al Nord, la Placa pacífica a l'Est i la Placa de Farallon a l'Oest. Eventualment, la placa es va enfonsar sota la placa nord-americana, però es va poder inferir la seva existència a partir de les  anomalies magnètiques existents a la Placa pacífica.
Quan la  dorsal entre la placa de Farallon i la placa de Kula es trobava en l'àrea en què avui es troben els estats Washington i Oregon, es van formar estructures de basalt que conformen avui la Península Olympic a la costa oest de Washington.